# Мустела єгипетська
Мустела єгипетська (Mustela nivalis subpalmata) — ссавець, дрібний хижак з родини Куницеві (Mustelidae). Раніше Мустела єгипетська вважалася підвидом ласки й мала наукову назву Mustela nivalis subpalmata. Визнаний як окремий вид авторами: Zyll de Jong (1992), Reig (1997), Abramov and Baryshnikov (2000). Розглядається як окремий вид у Wozencraft (2005).

## Середовище проживання
Проживає у нижній долині Нілу в Єгипті. Населяє ті ж області, що й люди, в тому числі міста, села та сільськогосподарські райони.

## Морфологія
Морфометричні виміри самців: голова і тіло довжиною 361–430 мм, хвіст довжиною 109–129 мм, вага 60–130 грамів. Морфометричні виміри самиць: голова і тіло довжиною 326–369 мм, хвіст довжиною 94–110 мм, вага 45–60 грамів.
Дуже маленький, стрункий хижак з короткими лапами. Голова відносно невелика, морда широка, і вуха невеликі. Верх тіла, ноги, ступні та хвіст від каштанового до темно-коричневого кольору. Нижні частини тіла, включаючи підборіддя і горло, від білого до кремового кольору, який може бути, а може й не бути чітко розмежованим з верхньою частиною тіла. Іноді бувають коричневі плями або клапті на нижній частині тіла. Хвіст (~ 1/4 від загальної довжини) тонкий, не пухнастий, коричневий зверху і знизу, трохи темніший на кінці.

## Стиль життя
Коменсальний (один з двох спільно живучих організмів різних видів, який видобуває з цього відому вигоду і не заподіює іншому організму шкоди) з людьми, часто проникає до людського житла, у тому числі підземні комори і навіть в автомобілі. В основному нічний, але можна побачити й удень. Найбільш часто можна побачити як вночі мустела стрімко перетинає вулицю і зникає під припаркованим автомобілем. Поживою для неї є щури, миші, інші дрібні ссавці, птахи (до розмірів голуба), риби та комахи (у тому числі мурахи і таргани). Також очищає відходи ресторанів. Зір і слух дуже добрі, але полює переважно за запахом. Солітарні й територіальні, хоча території самців можуть містити території самиць. Територія мітиться сечею, що сильно пахне. Захищає себе енергійно, коли загнаний в кут. Хижаками є пси, коти і більші хижі птахи, навіть ворони.

## Відтворення
Дві статі уникають один одного, за винятком сезону розмноження. І самці й самиці мають кілька партнерів для спаровування. Самиці мають період вагітності 4–5 тижнів. Самиця народжує до десятка (зазвичай 4–9) дитинчат у вимощеному лігві. Може мати 3 виводки в рік. Дитинчата народжуються безпорадними й голими. Лише самиця піклується про дітей. Годування груддю триває 4–7 тижнів. Діти розвивають мисливську поведінку приблизно через 10 тижнів після пологів і незабаром після цього стануть незалежними неповнолітніми. Вони досягають статевої зрілості у близько 4–8 місяців після народження. M. subpalmata зазвичай не живуть довше, ніж 1 рік.